# Милевска планина
Милевска е планина в Западна България и Югоизточна Сърбия, в историко-географската област Краище, част от Милевско-Конявската планинска редица.
Планината е разположена в най-западната част на Милевско-Конявската планинска група, като по билото ѝ от гранична пирамида 144 до гранична пирамида 160 преминава участък от държавната ни граница с Република Сърбия. От север на юг дължината ѝ е около 15 – 16 km, а ширината – 10 – 12 km. На север чрез седловина висока 1573 m се свързва с Царичка планина, а на изток долината на Бъзовичка река (десен приток на Треклянска река) я отделя от Кобилска планина. На юг чрез седловината Славчето (960 m) се свързва с Изворска планина, а на запад, на територията на Сърбия, долината на Божичка река (ляв приток на Драговищица) я отделя от планината Варденик.
Най-високата точка на планината е връх Милевец (1732,6 m), разположен на сръбска територия, на 50 m от държавната ни граница, при гранична пирамида № 151.
Изградена е от разнообразни скали – нискокристалинни шисти, гранити, варовици и други. Преобладаващите почви са канелени, светлокафяви и планинско-ливадни. Като цяло планината е обезлесена, но тук-таме са запазени смесени гори, а билните ѝ части са заети от пасища.
В планината и по нейните склонове общо в Сърбия и България са разположени 1 град и 12 села:
- В България – 7 села: Горно Кобиле, Долно Кобиле, Драгойчинци, Киселица, Метохия, Побит камък и Чешлянци
- В Сърбия – 1 град и 5 села: Божица, Босилеград, Горна Лисина, Груинци, Долна Лисина и Милевци.

## Други
На Милевска планина е наречена улица в квартал „Лозенец“ в София (Карта).

## Топографска карта
- Лист от карта K-34-57. Мащаб: 1 : 100 000.
- Лист от карта K-34-58. Мащаб: 1 : 100 000.